# قسیم عبدالله
قسیم عبدالله (انگلیسی: Kassim Abdallah؛ زادهٔ ۹ آوریل ۱۹۸۷) یک ورزشکار اهل فرانسه است.
از باشگاه‌هایی که در آن بازی کرده‌است می‌توان به المپیک مارسی و سدان اشاره کرد.
وی همچنین در تیم ملی فوتبال کومور بازی کرده است.